# Camignolo
Camignolo es una antigua comuna suiza del cantón del Tesino, situada en el distrito de Lugano, círculo de Taverne.

## Fusión
A partir del 21 de noviembre de 2010 la comuna de Camignolo es una de las cinco "fracciones" de la comuna de Monteceneri, junto con las antiguas comunas de Bironico, Medeglia, Rivera y Sigirino.
Camignolo fue una de las cinco comunas en aprobar la primera votación consultativa del 25 de noviembre de 2007 en la que se preguntaba a los votantes si estaban de acuerdo con la fusión de las siete comunas en una sola denominada Monteceneri. En Camignolo de un total de 373 votos (71% de participación), 312 fueron a favor (84%), mientras que 58 fueron desfavorables (16%). En la segunda votación del 25 de abril de 2010, de un total de 373 votos (73% de participación), 342 fueron a favor (87%), mientras que 50 fueron desfavorables (13%).

## Geografía
Antiguamente la comuna limitaba al norte este con las comunas de Bironico y Medeglia, al este y sureste con Capriasca, y al oeste con Mezzovico-Vira y Rivera.